# Пистис София
«Пистис София» (от греч. πίστις «вера» и греч. σοφία «мудрость») — гностический христианский текст, датируемый II в. н. э.; греческий оригинал текста был утерян, коптский перевод был найден в 1773 году.
Первая известная рукопись Пистис Софии была приобретена английским врачом Энтони Эскью в составе так называемого Аскевианского кодекса, затем в 1785 она была продана в Британский музей. Еще одна копия была найдена в составе Берлинского кодекса. Первое исследование кодекса было опубликовано К. Уойдом в 1783 году во Франции.
Текст манускрипта поделён на четыре книги, каждая из которых имеет собственное заглавие и представляет собой диалог Иисуса Христа с учениками, в котором он проповедует им гностическое учение. Из книги следует, что проповедь продолжалась 11 лет после Воскресения.
Над полным русским переводом «Пистис Софии» работала российский историк-коптолог М. К. Трофимова.